# کنکوردیا (میزوری)
کنکوردیا (به انگلیسی: Concordia) یک شهر در ایالات متحده آمریکا است که در شهرستان لافایت، میزوری واقع شده‌است. کنکوردیا ۴٫۶۴ کیلومتر مربع مساحت و ۲٬۴۵۰ نفر جمعیت دارد و ۲۴۱ متر بالاتر از سطح دریا قرار دارد.